# 北普拉特河
北普拉特河（英語：North Platte River）是普拉特河的主要支流，流经美国的科罗拉多州、怀俄明州和内布拉斯加州，长约1152千米，但由于河曲众多，其源头到河口的距离仅为890千米。